# Comté de Mercer (Kentucky)
Pour les articles homonymes, voir Comté de Mercer.
Le comté de Mercer est un comté de l'État du Kentucky, aux États-Unis. Son siège est Harrodsburg.
Fondé en 1786, il a été nommé d'après Hugh Mercer.